# Salix exigua
Salix exigua — вид квіткових рослин із родини вербових (Salicaceae).

## Морфологічна характеристика
Це листопадний кущ чи дерево, зазвичай 0.5–5 метрів заввишки, іноді досягаючи 10 метрів. Рослина поширюється за допомогою сильнорослої кореневищної підщепи, з якої проростають нові гілки; часто утворює густі зарості з прямовисних стебел. Гілки сіро-коричневі, червоно-коричневі або жовто-коричневі, ворсинчасті чи вовнисті до майже голих; гілочки жовтуваті, жовто-бурі чи червоно-бурі, запушені, вовнисті, коротко- чи довго-шовковисті. Листки на ніжках 1–5(10) мм; найбільша листкова пластина лінійна чи ременеподібна (краєві залози); краї злегка закручені, цілі або віддалено шипоподібно-пилчасті; верхівка загострена чи гостра; абаксіальна (низ) поверхня сірувата (іноді закрита волосками), густо-довго-шовковиста, ворсинчаста або волосиста до майже голої; абаксіальна — злегка блискуча, рідко або щільно довго-шовковиста до майже голої; молода пластинка жовтувато-зелена, густо-довго-шовковисто-ворсинчаста абаксіально. Сережки: тичинкові 7–54 × 2–10 мм; маточкові 14.5–70 × 3–12 мм. Коробочка 4–8 мм. 2n = 38.

## Середовище проживання
Канада (Британська Колумбія, Альберта); США (Орегон, Оклахома, Айдахо, Юта, Небраска, Техас, Каліфорнія, Колорадо, Невада, Вайомінг, Аризона, Вашингтон, Нью-Мексико, Монтана); Мексика (Чіуауа, Нижня Каліфорнія). Населяє прибережні, піщано-гравійні заплави, береги струмків і озер, мулисті, піщані або гравійні субстрати; 0–2800 метрів.

## Використання
Рослина збирається з дикої природи для місцевого використання як їжа, ліки та джерело матеріалів. Його висаджують уздовж берегів і у вологих місцях для стабілізації та рекультивації ґрунтів, а також можуть використовуватися як піонер для відновлення відомих лісів.

## Галерея

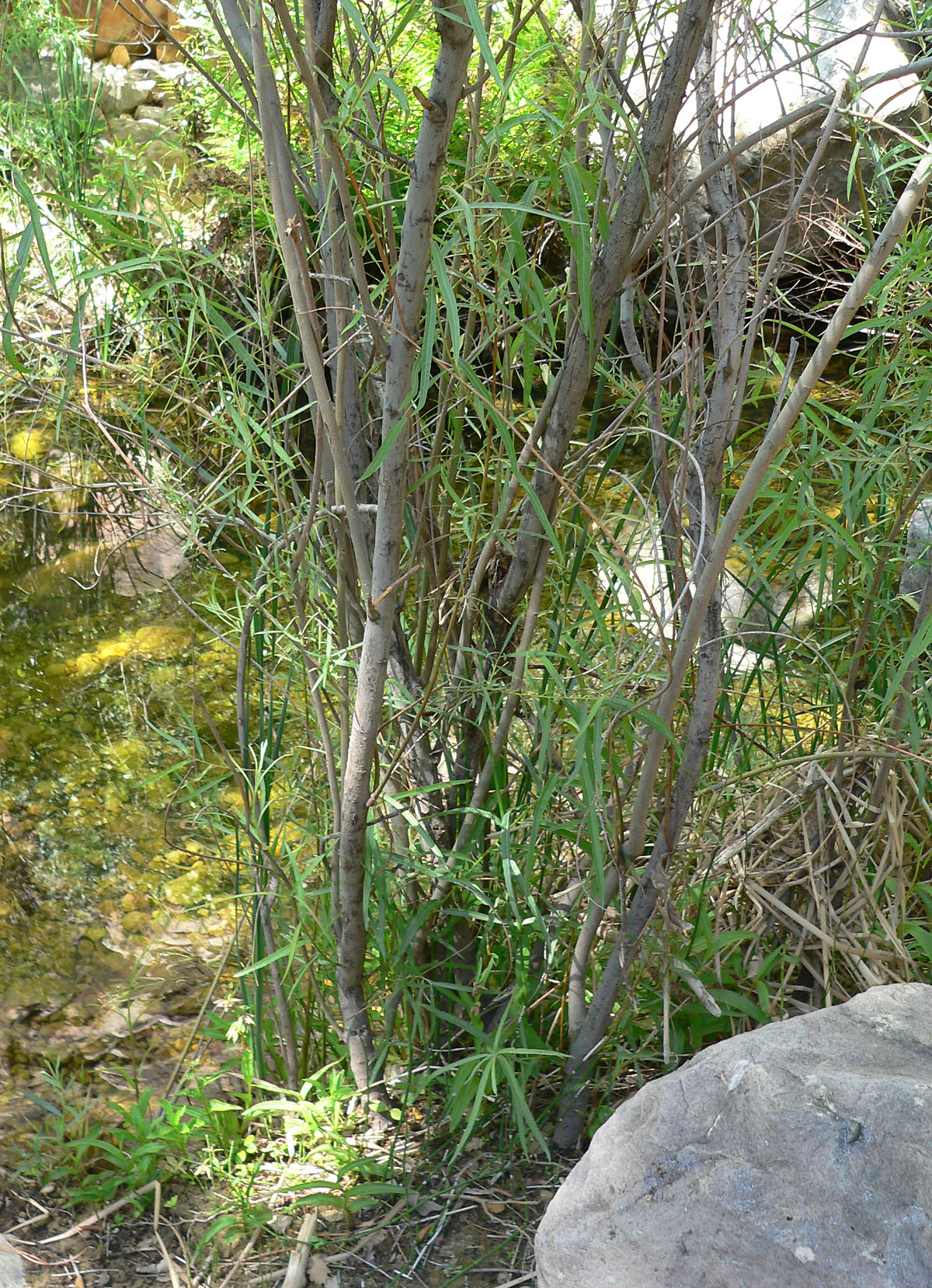
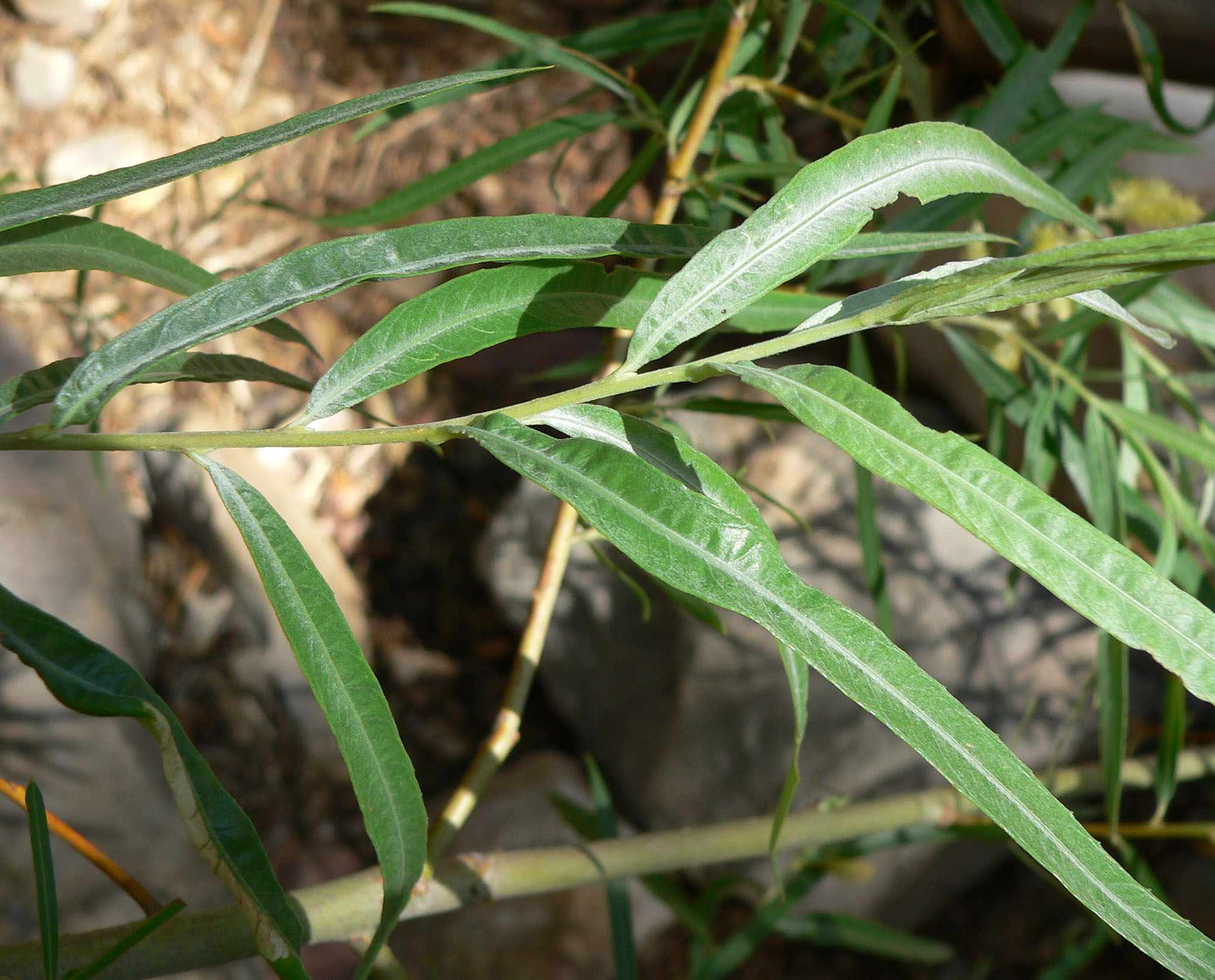
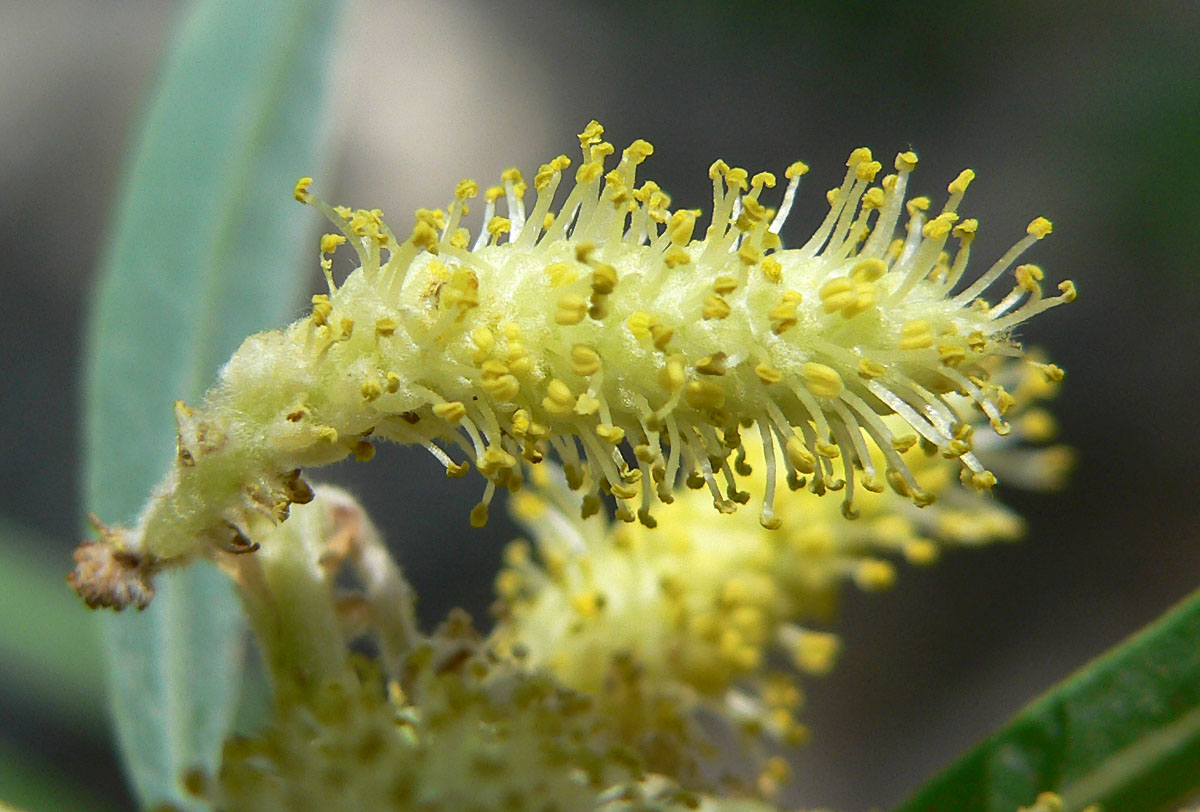
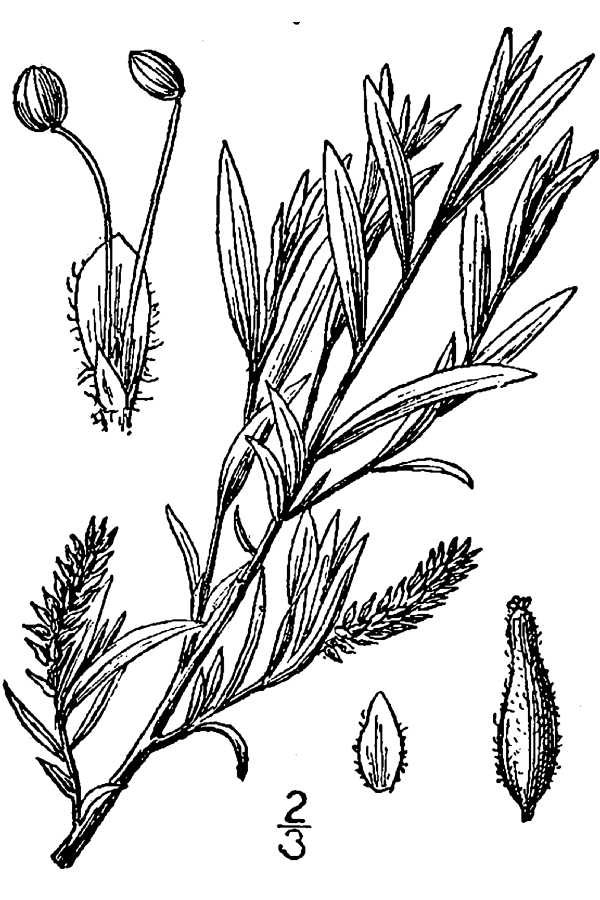